# Università in Germania
Questa è una lista delle università, conservatori di musica e accademie di belle arti di Germania, ordinate in base agli stati federali.

## Lista

### Amburgo
- Accademia di Belle Arti di Amburgo - Hochschule für Bildende Künste Hamburg
- Accademia di Musica e Teatro di Amburgo - Hochschule für Musik und Theater Hamburg
- Bucerius Law School
- Università tecnica di Amburgo - Technische Universität Hamburg-Harburg
- Università HafenCity - HafenCity Universität
- KLU - Kuehne Logistics University
- Università di Amburgo - Universität Hamburg
- Università Helmut-Schmidt - Helmut-Schmidt-Universität

### Assia
- Università tecnica di Darmstadt - Technische Universität Darmstadt
- Università Goethe di Francoforte - Goethe-Universität Frankfurt
- Università di musica e arti performative di Francoforte - Hochschule für Musik und Darstellende Kunst Frankfurt am Main
- Frankfurt School of Finance & Management
- Università di Gießen - Justus-Liebig-Universität Gießen
- Università di Kassel - Universität Kassel
- Università di Marburgo - Philipps-Universität Marburg

### Baden-Württemberg
- Università di Musica di Friburgo - Hochschule für Musik Freiburg im Breisgau
- Università di Friburgo in Brisgovia - Albert-Ludwigs-Universität Freiburg
- Università Ruprecht Karl di Heidelberg - Ruprecht-Karls-Universität Heidelberg
- Università di Hohenheim - Universität Hohenheim
- Università di Karlsruhe - Karlsruher Institut für Technologie
- Scuola superiore di arti (HfG Karlsruhe) - Hochschule für Gestaltung Karlsruhe
- Università di musica di Karlsruhe - Hochschule für Musik Karlsruhe
- Università di Costanza - Universität Konstanz
- Università di musica e arti performative di Mannheim - Hochschule für Musik und Darstellende Kunst Mannheim
- Università di Mannheim - Universität Mannheim
- Accademia di belle arti di Stoccarda - Akademie der Bildenden Künste Stuttgart
- Università di musica e arti performative Stoccarda - Hochschule für Musik und Darstellende Kunst Stuttgart
- Università di Stoccarda - Universität Stuttgart
- Università di Musica Trossingen - Hochschule für Musik Trossingen
- Università di Tubinga - Eberhard Karls-Universität Tübingen
- Università di Ulma - Universität Ulm

### Bassa Sassonia
- Accademia di belle arti di Braunschweig - Hochschule für Bildende Künste Braunschweig
- Università tecnica di Braunschweig - Technische Universität Braunschweig
- Università tecnica di Clausthal - Technische Universität Clausthal
- Università Georg-August di Gottinga - Georg-August-Universität Göttingen
- Università di Musica e Teatro di Hannover - Hochschule für Musik und Theater Hannover
- Universita di Medicina di Hannover - Medizinische Hochschule Hannover
- Universita di Medicina Veterinaria di Hannover - Tierärztliche Hochschule Hannover
- Università di Hannover - Gottfried Wilhelm Leibniz Universität Hannover
- Università di Hildesheim - Universität Hildesheim
- Università di Luneburgo - Leuphana Universität Lüneburg
- Università di Oldenburg - Universität Oldenburg
- Università di Osnabrück - Universität Osnabrück
- Università di Vechta - Universität Vechta

### Baviera
- Università di Augusta - Universität Augsburg
- Università Otto-Friedrich di Bamberga - Otto-Friedrich-Universität Bamberg
- Università di Bayreuth - Universität Bayreuth
- Università Cattolica di Eichstätt-Ingolstadt - Katholische Universität Eichstätt-Ingolstadt
- Università Friedrich-Alexander di Erlangen-Norimberga - Friedrich-Alexander-Universität Erlangen-Nürnberg
- Università di Musica e Teatro di Monaco - Hochschule für Musik und Theater München
- Accademia delle belle arti di Monaco di Baviera - Akademie der Bildenden Künste München
- Università tecnica di Monaco - Technische Universität München
- Università Ludwig Maximilian di Monaco - Ludwig-Maximilians-Universität München
- Università di Bundewehr di Monaco - Universität der Bundeswehr München
- Università libera ucraina di Monaco - Ukrainische Freie Universität München
- Università di Passau - Universität Passau
- Università di Ratisbona - Universität Regensburg
- Università di Musica di Würzburg - Hochschule für Musik Würzburg
- Università di Würzburg - Julius-Maximilians-Universität Würzburg

### Berlino
- Università Humboldt di Berlino - Humboldt-Universität zu Berlin
- Università libera di Berlino - Freie Universität Berlin
- Università tecnica di Berlino - Technische Universität Berlin
- Università delle Arti di Berlino - Universität der Künste Berlin
- ESCP Business School Wirtschaftshochschule Berlin
- ESMOD Berlin - Università Internazionale di Moda / International University of Art for Fashion
- ESMT European School of Management and Technology Berlino

### Brandeburgo
- Università tecnica di Cottbus - Brandenburgische Technische Universität Cottbus
- Università europea Viadrina di Francoforte sull'Oder - Europa-Universität Viadrina
- Università di Potsdam - Universität Potsdam

### Brema
- Scuola superiore di arti di Brema - Hochschule für Künste Bremen
- Constructor University
- Università di Brema - Universität Bremen

### Meclemburgo-Pomerania Anteriore
- Università di Greifswald - Ernst-Moritz-Arndt-Universität Greifswald
- Università della Musica e del Teatro di Rostock - Hochschule für Musik und Theater Rostock
- Università di Rostock - Universität Rostock

### Renania-Palatinato
- Università tecnica di Kaiserslautern - Technische Universität Kaiserslautern
- Università di Coblenza-Landau - Universität Koblenz-Landau
- Università Johannes Gutenberg di Magonza - Johannes-Gutenberg-Universität Mainz
- Scuola superiore di scienze amministrative di Speyer (Spira) - Hochschule für Verwaltungswissenschaften Speyer
- Università di Treviri - Universität Trier

### Renania Settentrionale-Vestfalia
- RWTH Aquisgrana - RWTH Aachen
- Università di Bielefeld - Universität Bielefeld
- Università della Ruhr a Bochum - Ruhr-Universität Bochum
- Università di Bonn - Rheinische Friedrich-Wilhelms-Universität Bonn
- Università di Musica Detmold - Hochschule für Musik Detmold
- Università tecnica di Dortmund - Technische Universität Dortmund
- Università di Duisburg-Essen - Universität Duisburg-Essen
- Scuola superiore di musica Robert-Schumann di Düsseldorf - Robert-Schumann-Hochschule Düsseldorf
- Accademia di belle arti di Düsseldorf - Kunstakademie Düsseldorf
- Università Heinrich-Heine di Düsseldorf - Heinrich-Heine-Universität Düsseldorf
- Università Folkwang - Folkwang Universität der Künste Essen
- Università di Hagen - FernUniversität in Hagen
- Università tedesca dello Sport di Colonia - Deutsche Sporthochschule Köln
- Università della Musica di Colonia - Hochschule für Musik Köln
- Accademia di media arts di Colonia - Kunsthochschule für Medien Köln
- Università di Colonia - Universität zu Köln
- Accademia di belle arti di Münster - Kunstakademie Münster
- Università di Münster - Westfälische Wilhelms-Universität Münster
- Università di Paderborn - Universität Paderborn
- Università di Siegen - Universität Siegen
- Università di Witten/Herdecke - Universität Witten/Herdecke
- Università di Wuppertal - Bergische Universität Wuppertal

### Saarland
- Università musicale di Saarbrücken - Hochschule für Musik Saarbrücken
- Università della Saarland - Universität des Saarlandes

### Sassonia
- Università tecnica di Chemnitz - Technische Universität Chemnitz
- Accademia di belle arti di Dresda - Hochschule für Bildende Künste Dresden
- Università di Musica Carl-Maria-von-Weber di Dresda - Hochschule für Musik Carl Maria von Weber Dresden
- Università tecnica di Dresda - Technische Universität Dresden
- Università tecnica di Freiberg - Technische Universität Freiberg (Bergakademie)
- Scuola superiore commerciale (HHL Lipsia) - Handelshochschule Leipzig
- Scuola superiore di arti visive (HGB Lipsia) - Hochschule für Grafik und Buchkunst Leipzig
- Università della Musica e del Teatro di Lipsia - Hochschule für Musik und Theater Felix Mendelssohn Bartholdy Leipzig
- Università di Lipsia - Universität Leipzig

### Sassonia-Anhalt
- Università Martin-Lutero di Halle-Wittenberg - Martin-Luther-Universität Halle-Wittenberg
- Università Otto-von-Guericke di Magdeburgo - Otto-von-Guericke-Universität Magdeburg

### Schleswig-Holstein
- Università di Flensburgo - Universität Flensburg
- Università di Kiel - Christian-Albrechts-Universität zu Kiel
- Università di Lubecca - Universität zu Lübeck

### Turingia
- Università di Erfurt - Universität Erfurt
- Università tecnica di Ilmenau - Technische Universität Ilmenau
- Università di Jena - Friedrich-Schiller-Universität Jena
- Università di Musica Franz-Liszt - Hochschule für Musik Franz Liszt Weimar
- Università Bauhaus di Weimar - Bauhaus-Universität Weimar